# Pycnarmon sciophila
Pycnarmon sciophila is een vlinder van de familie van de grasmotten (Crambidae). De wetenschappelijke naam van deze soort is voor het eerst voorgesteld door Jean Ghesquière in een publicatie uit 1940.
De soort komt voor in Congo-Kinshasa.